# Guerrero Negro Airport
Guerrero Negro Airport är en flygplats i Mexiko.   Den ligger i kommunen Ensenada och delstaten Baja California, i den västra delen av landet, 1 800 km nordväst om huvudstaden Mexico City. Guerrero Negro Airport ligger 4 meter över havet.
Terrängen runt Guerrero Negro Airport är platt. Havet är nära Guerrero Negro Airport västerut. Runt Guerrero Negro Airport är det mycket glesbefolkat, med 2 invånare per kvadratkilometer. Närmaste större samhälle är Guerrero Negro, 6,7 km söder om Guerrero Negro Airport. Omgivningarna runt Guerrero Negro Airport är i huvudsak ett öppet busklandskap.